# Skatteøen (film fra 1937)
 For alternative betydninger, se Skatteøen (flertydig). (Se også artikler, som begynder med Skatteøen)
Skatteøen (russisk: Остров сокровищ) er en sovjetisk film fra 1937 instrueret af Vladimir Vajnsjtok. Filmen er baseret på Robert Louis Stevensons roman af samme navn fra 1883. Filmen er blevet restaureret to gange; i 1960 og i 1983.

## Handling
Filmens handling er baseret på Stenvesons roman, men fortolkningen af romanes begivenhed er radikalt forskellig fra den traditionelle version. Historien fortolkes i lyset af klassekamp og revolution.

## Medvirkende
- Klavdija Pugatjova som Jenny Hawkins
- Osip Abdulov som John Silver
- Mikhail Klimov som Trelawney
- Nikolaj Tjerkasov som Billy Bones
- Aleksandr Bykov som Smollett